# ホームページ

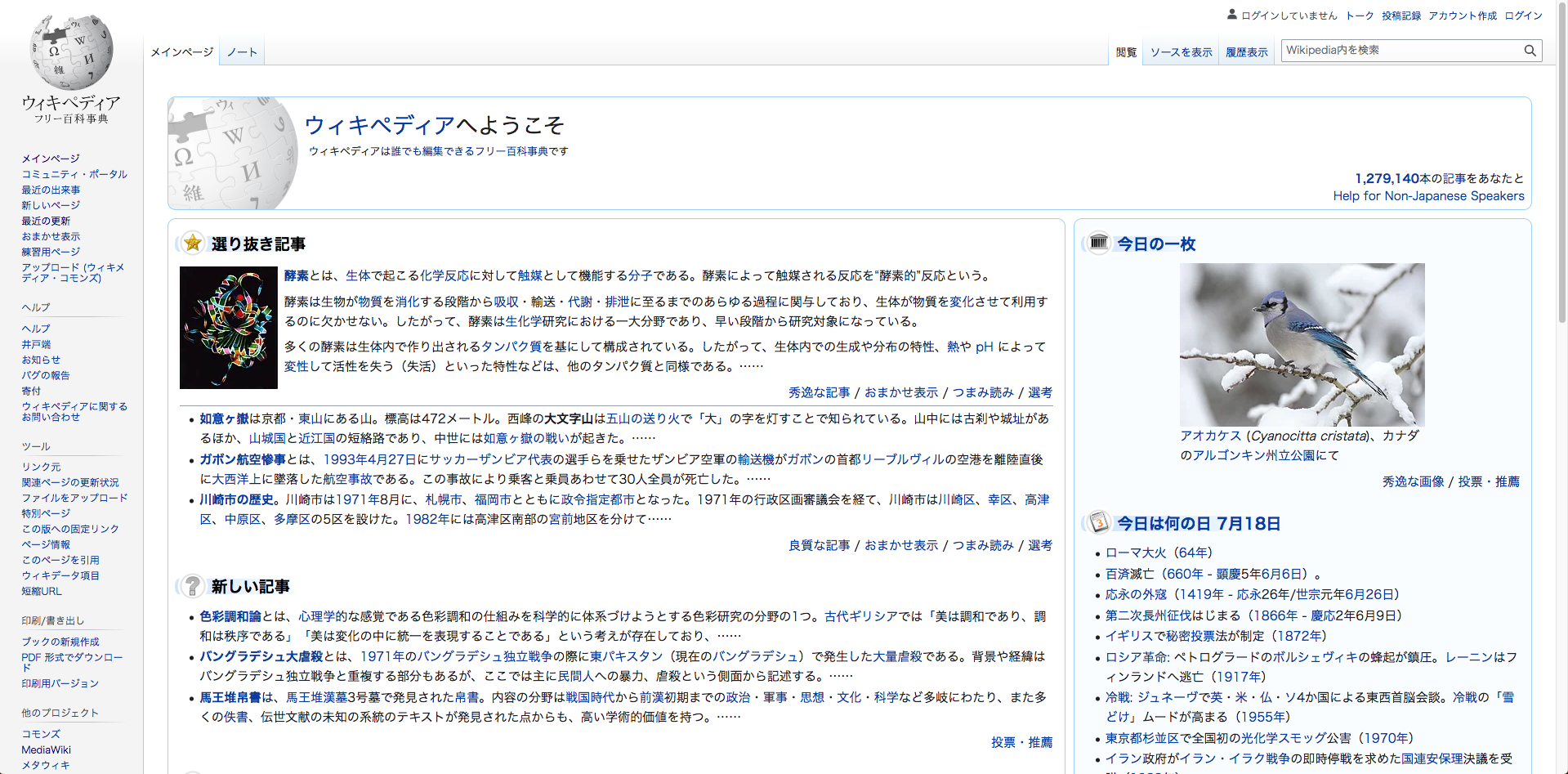
ウィキペディア日本語版のホームページ

ホームページ (home page, homepage) とは、ウェブサイトの主要（メイン）なウェブページ、またはウェブブラウザを起動した時に表示されるウェブページをさす言葉である。

## 概要
ホームページの用法には現在でも揺れが見られるが、おおよそ以下のように分類できる。
1. ウェブブラウザの用語で、起動時に表示されるように設定されたウェブページ[1]。
2. ウェブブラウザの用語で、ホームボタンを押した際に表示されるように設定されたウェブページ[2]。
3. インターネットの用語で、ウェブサイトの表紙にあたるメインページのこと[3][4][5]。一般的に、ドメインまたはサブドメインのルートディレクトリに設定されている。例えば、ドメイン名が「example.com」だった場合、ホームページは「www.example.com/」であることが多い。
4. ウェブページの意[1][3]。ウェブページのアドレスをホームページアドレスということもある。
5. ウェブサイトの意[3][4]。企業・団体が運営する公式ウェブサイトを公式ホームページということもある。ホームページ・ビルダーなど、ソフトウェア名としても利用される。
6. ウェブサイトの中でも個人が運営するサイトのみを指す場合[6]。ブログを含まず「ホームページやブログ」という使い方もする。

省略して、HP、ホムペなどと表現する場合もある。ホムペという略語は、個人が運営する携帯電話向けサイトのみを指している場合もある。HPという略語は英語圏でも利用されているが、同じ表記が米国のコンピュータ製品企業「ヒューレット・パッカード」やそれが分割された各社の社名、馬力（horsepower）の記号など多用途で使われるため、「HP」と記載しても「ホームページ」として認識されない場合があるので注意が必要である。

## 用法1以外の意味について
「ホームページという言葉は本来、上記用法1のようにウェブブラウザを起動した際に表示されるウェブページの事を指しており、それ以外の用法は誤用である」という主張がある。しかし実際にはホームページの意味は用法1以外の意味に多様化しているのが現状である。
代表的なウェブブラウザInternet Explorer、Google Chrome、Mozilla Firefoxなどでも、「本来の用法」とされるウェブブラウザ起動時のページは、「スタートアップ」「起動ページ」などと表現されており、用法1で使われていない。これらのブラウザでは用法2のホームボタンを押した際のページをホームページと呼んでいる。
また、ドイツや日本などの国では用法4、用法5の「ホームページ＝ウェブサイト、ウェブページ」という認識が広く浸透している。日本の法令にもウェブページのアドレスの意で「ホームページアドレス」の語が用いられている。官公庁や企業でもウェブサイトの意味で使われている。なかには、用法1が正しい用語であるとしつつも、より一般にわかりやすいという判断からホームページという言葉を使用している例もある。 
辞書においても、「本来の用法」とされる用法1以外の意味が記載されており、さらに用法1を採用していないものさえある。

### 英語圏での表記
英語圏では、主に用法1～3の用途で「homepage」という言葉を用いられる。ウェブ標準を推進するW3Cのウェブサイトでもメインページをhome pageと呼ぶ用法3で使用している。
英語圏の辞書においても、日本語圏と同様で、用法1と併せて他の用法を掲載しているものや、用法1を記載していないものもある。用法5の用途で「homepage」を説明したものもある。

## ウェブブラウザのホームページ
ウェブブラウザを起動した時や、「ホーム」ボタンを押すと表示されるように設定されたウェブページなどの画面をホームページと呼ぶ。スタートページやトップページと呼ばれることもある。
ブラウザの開発元やスポンサー企業等が自社のポータルサイトにアクセスを誘導する役割もあり、例えばInternet Explorerではmsnなどマイクロソフトのポータルサイトが初期設定のホームページとなっている。またパソコンのメーカーが自社のウェブサイトをプリインストールブラウザの出荷時のホームページに設定する場合もある。
ウェブページ以外に、空白ページ(about:blank)やブラウザ自体や拡張機能によって提供されるブックマークや履歴を表示するページをホームページに設定できるブラウザも多い。
2000年代半ばまでは、ブラウザのホームページにはポータルサイトを設定する使い方が多かったが、2000年代後半以降はMicrosoft Edgeの「スタートページ」、Google Chromeの「新しいタブ」、Operaの「スピードダイヤル」などのように個人の使い方に合わせてカスタマイズされたページをホームページに設定する機能、あるいは前回終了した時に開いていたウェブサイトを再表示する機能が主流となっている。また、ホームボタンも初期設定では非表示になっているブラウザが多く、使用される機会は減っている。
ソフトウェアをインストールする際に、そのソフトウェアメーカーが提供あるいは提携するポータルサイトをブラウザのホームページに設定する場合もある。多くの場合は、インストール時のオプションで拒否することもできるが、アドウェア（広告表示ソフト）やマルウェア、コンピュータウイルスの中にはブラウザのホームページを確認なく勝手に変更するものがある。ブラウザ起動時に設定した覚えのないサイトが表示されたら、不審なソフトウェアがないかチェックすることが望ましい。

## インターネット用語としてのホームページ

### ウェブサイトのメインページ
ホームページという言葉はウェブサイトの表紙にあたるメインページだけを指す言葉としても使われる。トップページ、インデックスページ、フロントページとも呼ばれる。
メインページには、ほかのコンテンツへの入り口や、サイトの説明などが書かれている場合が多い。Wikipedia日本語版では「メインページ」がこれにあたる。
各ウェブページにホームページに戻るボタンが存在するサイトも多い。「○○のホームページへ」、「トップへ」、「Home」などのテキストのほか、Wikipediaのようにウェブページ上部に表示されるロゴがそのリンクになっていることも多い。
また、SNSなどにログインすることで表示される各ユーザー専用のページもホームページと呼ばれる場合がある。ユーザーへのメッセージや、登録されているプロフィールデータ等、ユーザーごとにカスタマイズされた情報が表示される。